# Вітенешть (Вранча)
Вітенешть, Вітенешті (рум. Vitănești) — село у повіті Вранча в Румунії. Входить до складу комуни Цифешть.
Село розташоване на відстані 176 км на північний схід від Бухареста, 23 км на північний захід від Фокшан, 147 км на південь від Ясс, 92 км на північний захід від Галаца, 113 км на схід від Брашова.

## Населення
За даними перепису населення 2002 року у селі проживали 309 осіб, усі — румуни. Усі жителі села рідною мовою назвали румунську.